# Sóc lớn Ấn Độ
Sóc lớn Ấn Độ, tên khoa học: Ratufa indica, là một loài sóc cây lớn trong chi Ratufa nguồn gốc Ấn Độ. Nó là một loài sóc ngày, sống trên cây, và ăn thực vật được tìm thấy trong khu vực Nam Á. Nó được gọi là 'Shekru' tại Marathi và là động vật bang Maharashtra.

## Mô tả
Sóc lớn Ấn Độ có đuôi dài với lông có hai màu (đôi khi 3 màu). Các màu lông đuôi có thể là màu kem-màu be, màu da bò, vàng nhạt, rỉ sắt, nâu, hay thậm chí or even a dark nâu sẫm. Phía trên và dưới của chân trước thường có màu kem, đầu có thể màu nâu hoặc màu be, tuy nhiên có một điểm trắng nổi bật giữa hai tai. Chiều dài đầu và thân cá thể từ 14 inch (36 cm) và đuôi dài khoảng 2 ft (0,61 m). Cá thể trưởng thành cân nặng 2 kg (4,41 lb).

## Phân bố
Loài này là đặc hữu thành rụng lá, hỗn hợp rụng lá và rừng thường xanh của bán đảo Ấn Độ, đến tận phía bắc là dãy đồi Satpura của Madhya Pradesh (khoảng 22° B).

## Các phân loài
Số phân loài được công nhận rộng rãi là bốn hoặc năm.
- R. i. indica Erxleben, 1777[11]
- R. i. centralis Ryley, 1913[12]
- R. i. maxima Schreber, 1784[13]
- R. i. superans Ryley, 1913[12]
- R. i. bengalensis Blanford, 1897

## Hình ảnh

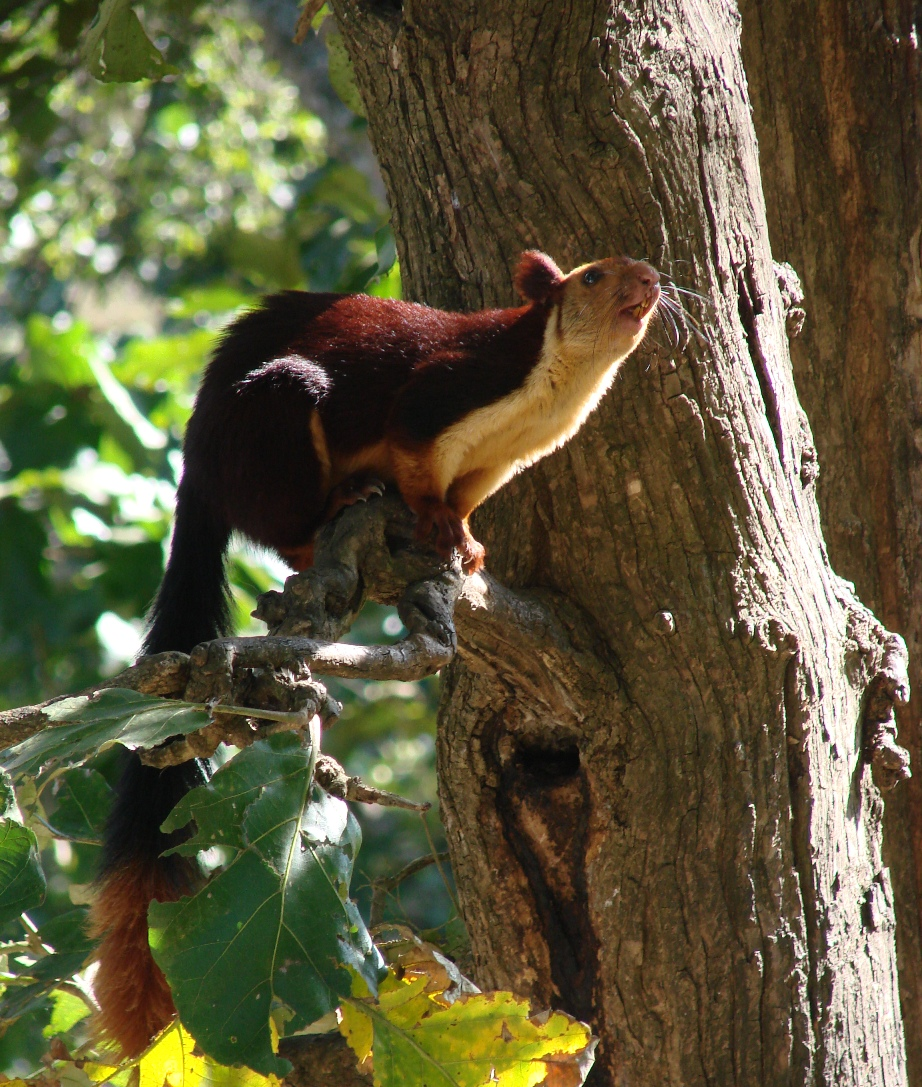
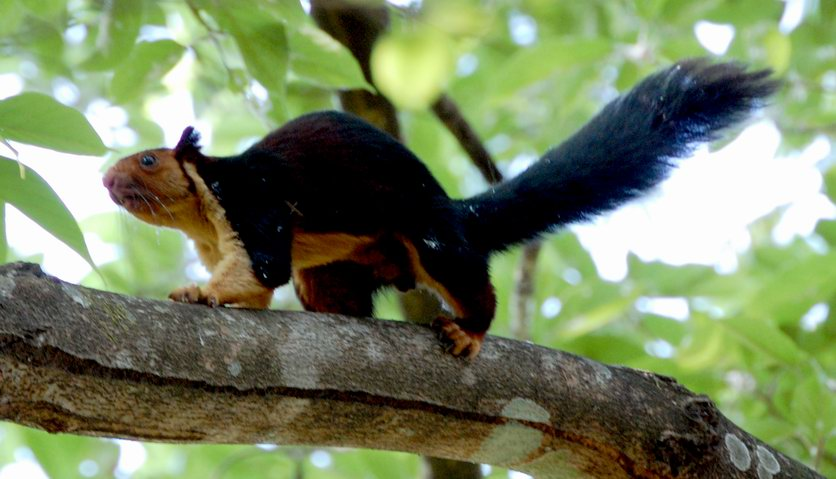
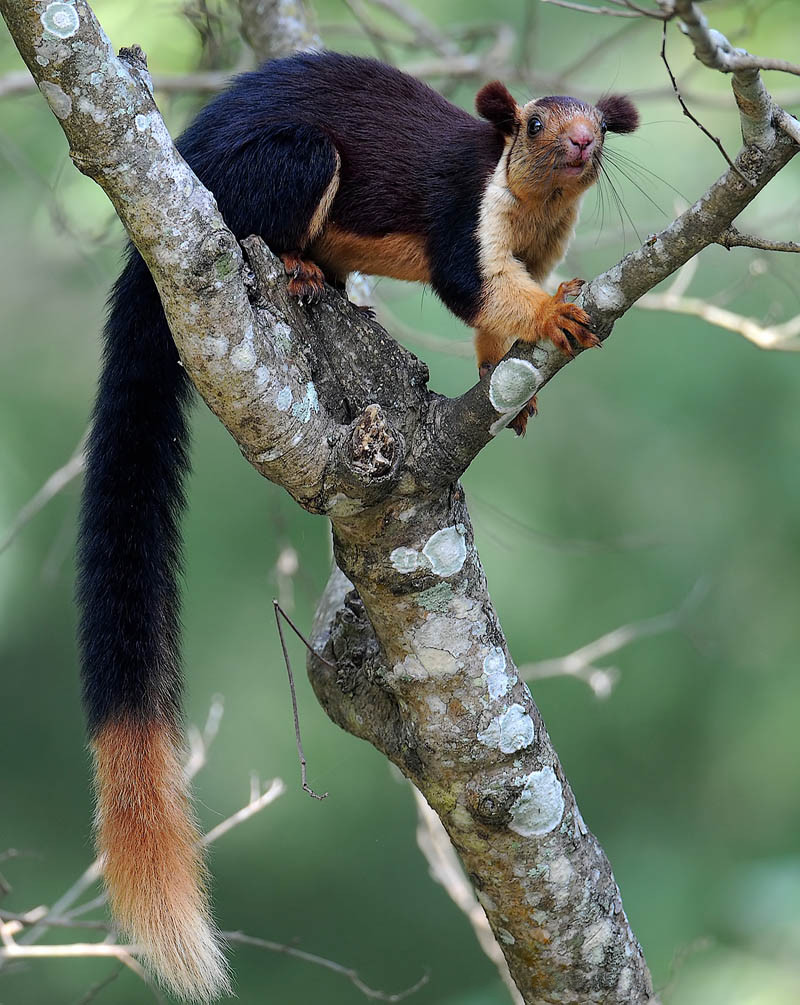
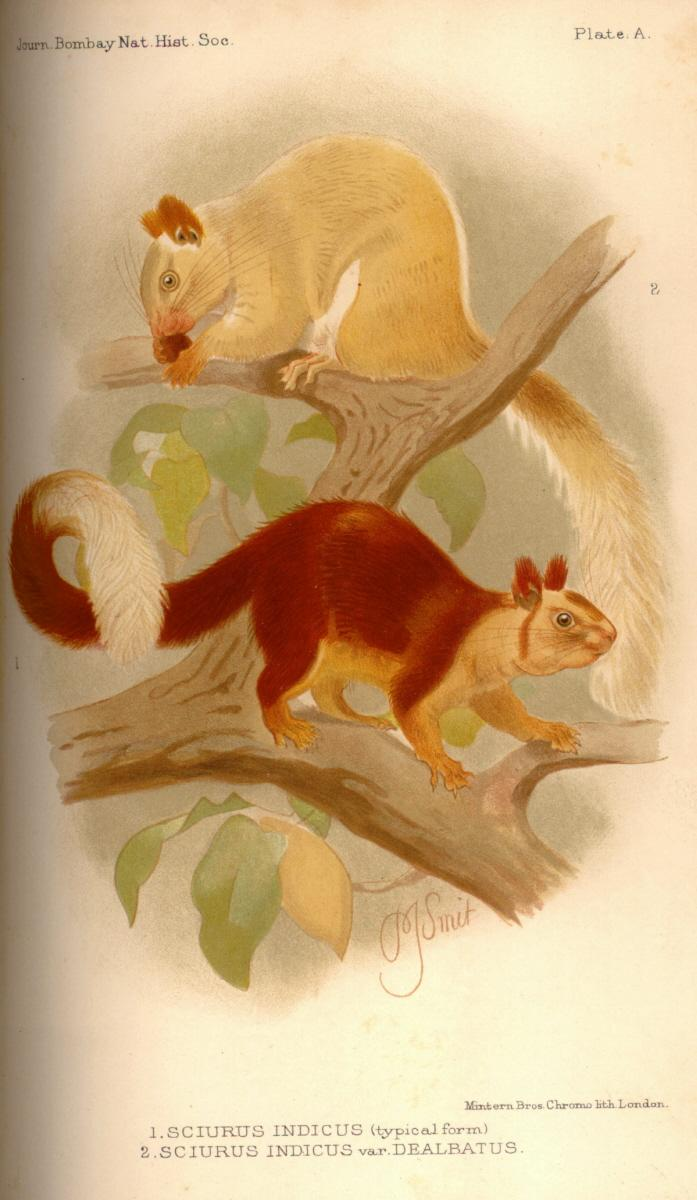
Ratufa indicus dealbatus (trên) và Ratufa indicus typicus (dưới)